# سمير صبري (لاعب كرة قدم)
سمير صبري (13 يناير 1976 بمصر - ) هو لاعب كرة قدم مصري في مركز الوسط. شارك مع منتخب مصر لكرة القدم داخل الصالات ومنتخب مصر لكرة القدم. أما مع النوادي، فقد لعب مع نادي إنبي ونادي بترول أسيوط.

## وصلات خارجية
- سمير صبري على موقع الاتحاد الدولي (مؤرشف)  (الإنجليزية)
- سمير صبري على موقع قاعدة بيانات كرة القدم.إي يو (الإنجليزية)
- سمير صبري على موقع ناشيونال فوتبول تيمز (الإنجليزية)